# Huwelijksfestival van Imilchil
Het Imilchil Moussem ofwel huwelijksfestival van Imilchil is een jaarlijks cultureel en sociaal evenement dat plaatsvindt nabij het dorp Imilchil in het Atlasgebergte van Marokko. Het festival is vooral bekend als een traditionele ontmoetingsplek waar jonge mannen en vrouwen uit Amazigh-gemeenschappen (Berbers) de mogelijkheid hebben om elkaar te leren kennen met het oog op verloving of huwelijk.
Het evenement combineert aspecten van volkscultuur, huwelijkstradities, religieuze rituelen en markthandel, en trekt zowel lokale stammen als toeristen aan.

## Locatie en tijd
Het festival vindt meestal plaats in de maand september, in de omgeving van Imilchil, in de provincie Midelt. Deze timing valt samen met het einde van de oogsttijd, waardoor veel nomadische families uit de regio kunnen deelnemen.

## Legende van Isli en Tislit
Volgens een lokale legende waren twee geliefden uit rivaliserende stammen – Isli (hij) en Tislit (zij) – verliefd op elkaar, maar mochten vanwege familieconflicten niet trouwen. Uit verdriet pleegden ze zelfmoord, en hun tranen zouden de twee gelijknamige meren hebben gevormd. Om soortgelijke tragedies te voorkomen, zou dit festival zijn ontstaan, zodat jongeren zelf een partner konden kiezen, ongeacht stamverband.

## Cultuur en betekenis
Het festival is diep geworteld in de cultuur van de Aït Hadiddou, een semi-nomadisch Amazigh-volk in het Hoge Atlasgebied. Het diende traditioneel als gelegenheid voor jongeren uit afgelegen dorpen om elkaar te ontmoeten, vooral omdat sociale mobiliteit en communicatie beperkt waren.
Hoewel het festival tegenwoordig ook een toeristische attractie is geworden, blijft het voor de lokale bevolking een belangrijk sociaal ritueel en een moment van culturele expressie en identiteitsbehoud.

## Activiteiten
Tijdens het festival vinden allerlei activiteiten plaats:
- Verlovingen en soms symbolische huwelijksceremonies
- Muzikale optredens, vooral met traditionele ahidous-dans
- Handelsmarkten voor vee, ambachten en lokale producten
- Rituelen bij het mausoleum van Sidi Ahmed Oulmghani
- Parade en optochten in traditionele klederdracht

Vrouwen dragen vaak rijk versierde gewaden, zilveren sieraden en kleurrijke hoofddeksels; mannen dragen witte gewaden en tulbanden.

## Toeristische ontwikkeling
In de 21e eeuw heeft het festival steeds meer toeristische belangstelling gekregen, wat enerzijds leidt tot economische kansen, maar anderzijds ook zorgen oproept over het verlies van authenticiteit. De balans tussen culturele integriteit en commerciële exploitatie is onderwerp van discussie bij culturele instellingen en antropologen.